# União mundial da Aliança
A União mundial da Aliança (em inglês:  Alliance World Fellowship), também chamada Aliança Cristã e Missionária, é uma associação cristã evangélica não denominacional de Igrejas. Sua sede está localizada em Colorado Springs, Estados Unidos.

## História
A União tem origem em duas organizações fundadas por Albert Benjamin Simpson em 1887 em Old Orchard Beach (Maine), em Estados Unidos, The Christian Alliance, que focada em missões domésticas, e a Aliança Evangélica Missionária, que se concentrou em missões no exterior. Essas duas organizações se fundiram em 1897 para formar a Aliança Cristã e Missionária.
Em 1887, em uma série de sermões chamados Evangelho Quádruplo em Nova York, Estados Unidos, que caracterizará seu ensino, Simpson resume o Evangelho em quatro aspectos; Jesus Cristo Salvador, Santificador, Curador e Rei que em breve retornará. 
Em seu livro de 1890, “A Larger Christian Life”, ele explicou sua visão da Igreja:

uma Igreja que pode ser ao mesmo tempo a mãe e o lar de toda forma de ajuda e bênção que Jesus veio dar aos homens perdidos e sofredores, o berço e o lar das almas, a fonte de cura e limpeza, o abrigo o lar para os órfãos e os aflitos, a escola para a cultura e treinamento dos filhos de Deus, o arsenal onde eles são equipados para a batalha do Senhor e o exército que trava essas batalhas em Seu nome. 
O Missionary Training Institute (agora Alliance Theological Seminary), fundado em 1882 por Simpson em Nyack, perto de New York, contribuiu para o desenvolvimento da união. 
Na virada do século 20, vários membros da Aliança adotaram crenças  Pentecostais. No entanto, Simpson foi contra o fato de que "falar em línguas" seria uma prova compulsória do batismo do Espírito Santo e foi crítico de várias práticas de pentecostalismo que ele considerava excessivas, que eram lideradas por alguns pastores.
Em 1912, essa divergência levou a Aliança a se unir como uma igreja organizada, delegando mais autoridade ao seu conselho anual para proteger a propriedade da organização em caso de afastamento das igrejas da Aliança.
Após a morte de Simpson em 1919, a Aliança distanciou-se do pentecostalismo, rejeitando a premissa de que falar em línguas é um indicador necessário de ser cheio do Espírito Santo e, em vez disso, concentrou-se na vida cristã aprofundada (Movimento Vida Superior). Em 1930, a maioria dos ramos locais da Aliança funcionavam como igrejas, mas ainda não se viam como tal.
Em 1965, as igrejas membros adotaram uma confissão de fé comum. Em 1975, a União mundial da Aliança "Alliance World Fellowship" (AWF) foi oficialmente organizada. Em 2010, esteve presente em 50 países.
Em 2023, a Aliança Cristã e Missionária dos Estados Unidos autorizou o  ministério pastoral feminino. 

## Estatísticas
De acordo com um censo da associação, teria em 2022, 22.000 igrejas e 6.200.000 membros em 88 países.

## Crenças
A associação tem uma confissão de fé baseada em crenças da Igreja de crentes e uma teologia evangélica. Apesar de algumas influências do movimento de Santidade e do movimento Vida Superior, a Aliança tinha crenças distintas, não menos porque acredita na santificação progressiva.  Suas crenças são resumidas nos quatro aspectos da doutrina do Evangelho Quádruplo, ou seja, a salvação, santificação, cura divina e segunda vinda de Cristo. Esses aspectos estão representados no logotipo. A cruz representa a salvação através da morte e ressurreição de Jesus Cristo. O cálice representa a santificação. O jarro lembra o óleo, um símbolo do Espírito Santo e da vida divina e cura física que vem de Jesus. A coroa simboliza o retorno iminente à terra de Jesus Cristo como Rei dos reis e Senhor dos senhores.

## Escolas

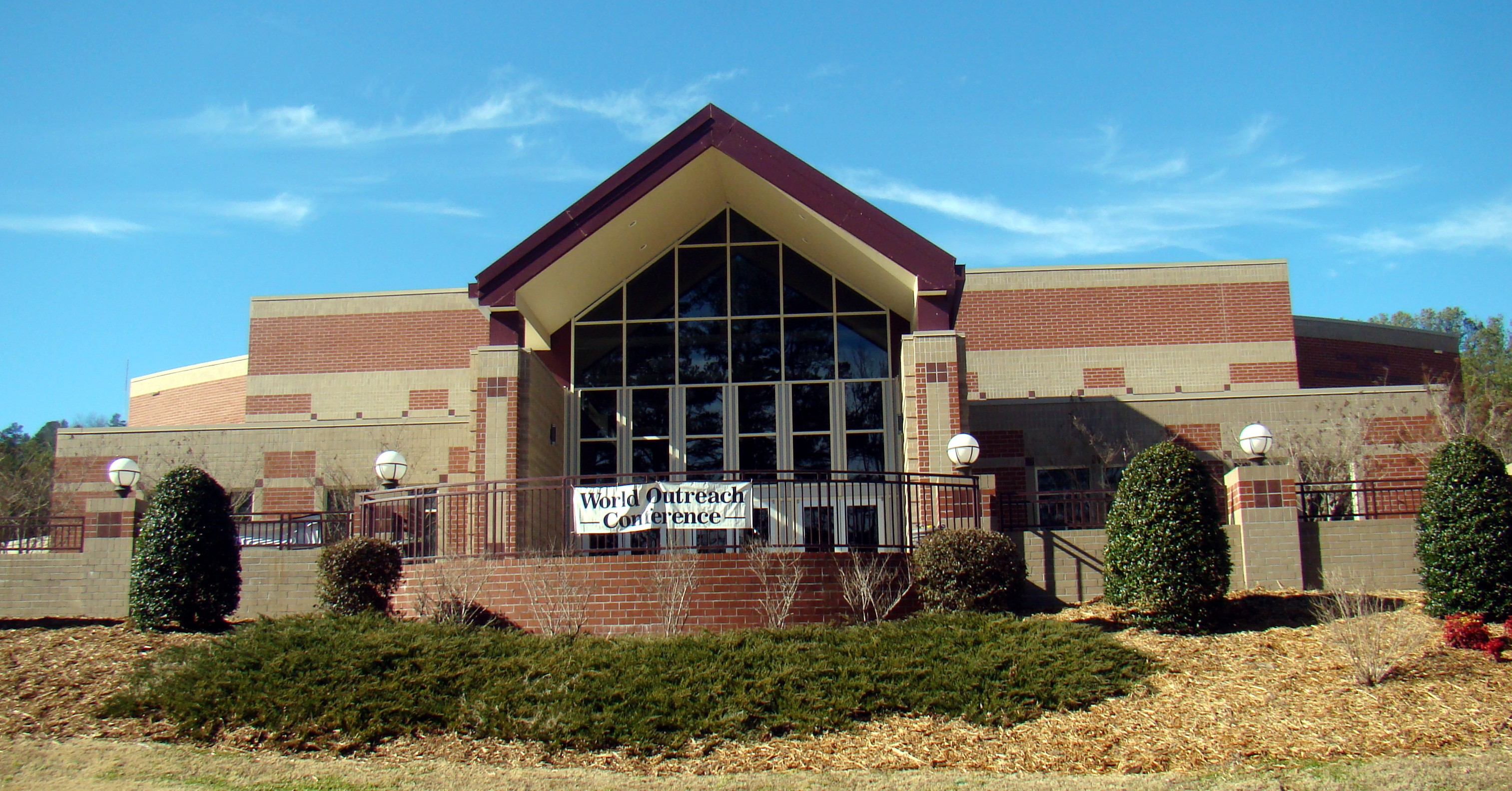
Grace Chapel and Performing Arts Center, Toccoa Falls College em Toccoa, Geórgia, Estados Unidos.

Ela conta 90 institutos de teologia.

## Controvérsias
Na década de 1980, a sede da organização nos Estados Unidos começou a receber reclamações de filhos de missionários que supostamente sofreram abusos em um internato em Mamou, Guiné. Em 1995, um comitê de 30 ex-alunos convocou uma investigação formal da organização. Em 1996, uma comissão de inquérito independente foi formada e em seu relatório de 1998 caracterizou a organização como negligente no tratamento de eventos e no treinamento de professores. Em resposta a este relatório, em 2000, a organização desenvolveu políticas em caso de cobrança para não repetir os mesmos erros.